# یتسل بول
یتسل بول (هلندی: Jetse Bol؛ زادهٔ ۸ سپتامبر ۱۹۸۹) دوچرخه‌سوار اهل هلند است.
از باشگاه‌هایی که در آن رکاب زده‌است می‌توان به دلتا سایکلینگ روتردام، تیم لوتوان‌ال–یومبو، و تیم دوچرخه‌سواری مانزانا پوستوبون اشاره کرد.